# Białe Błota (powiat bydgoski)

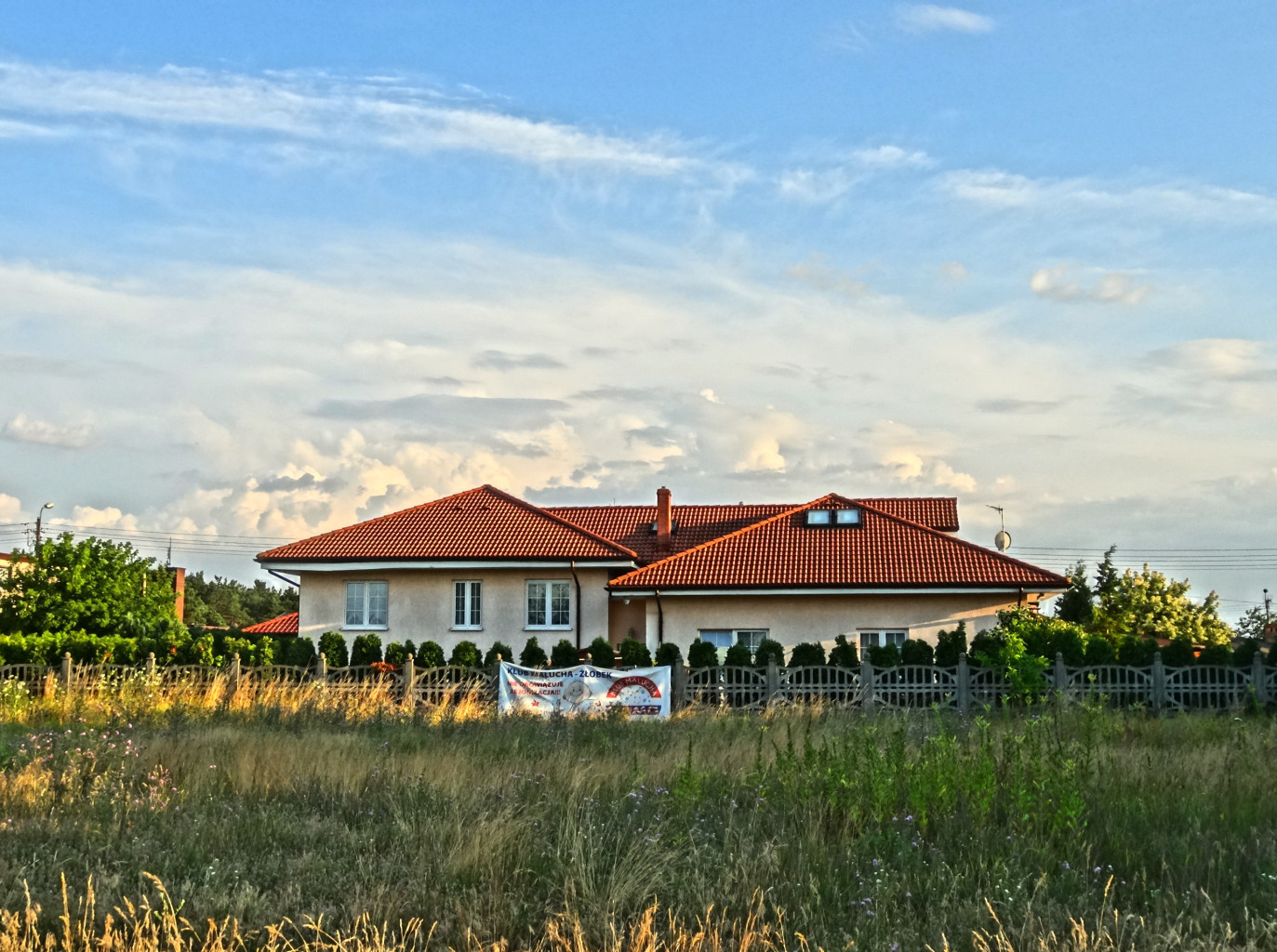
Zabudowa

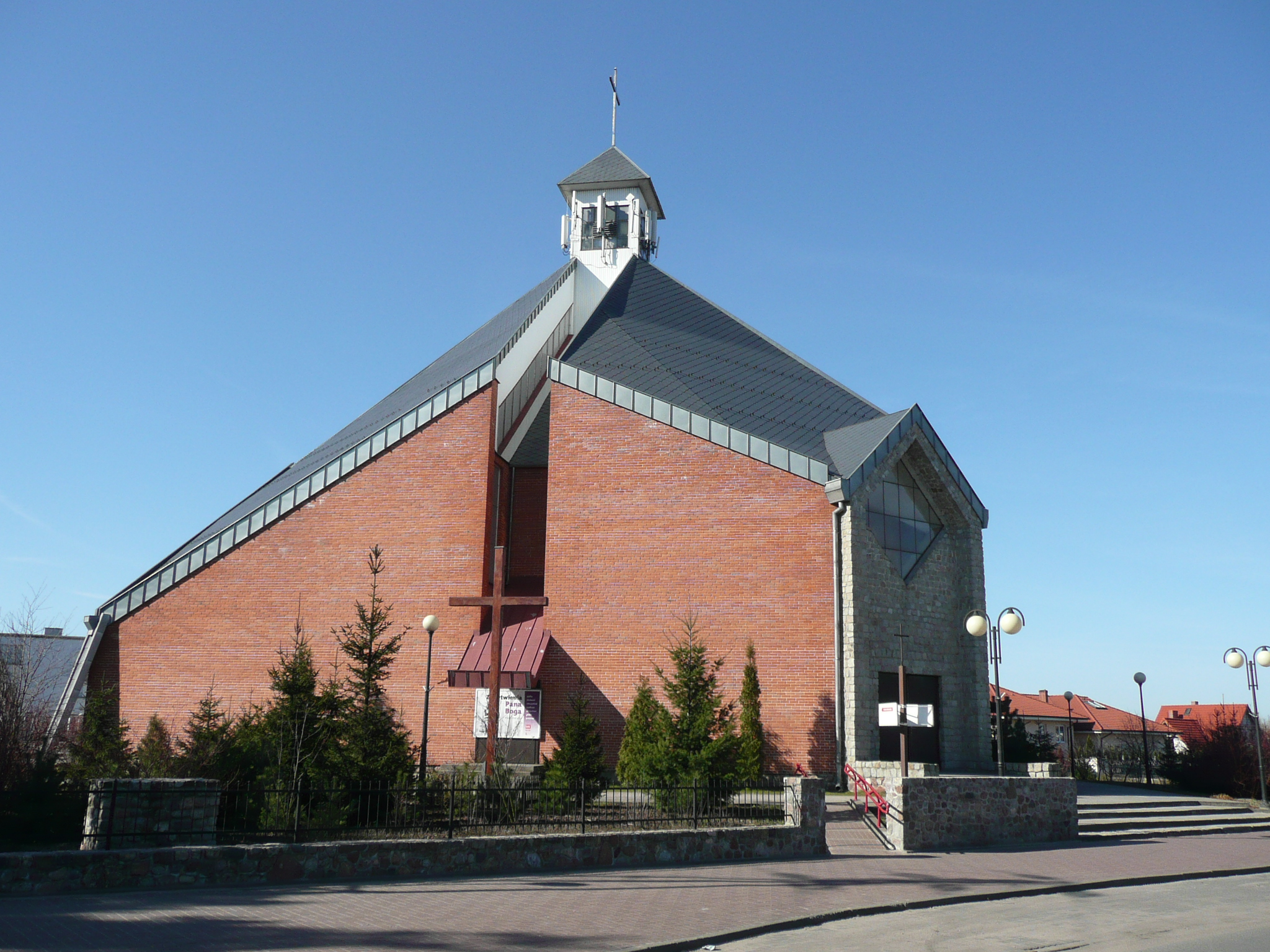
Kościół pw. Chrystusa Dobrego Pasterza

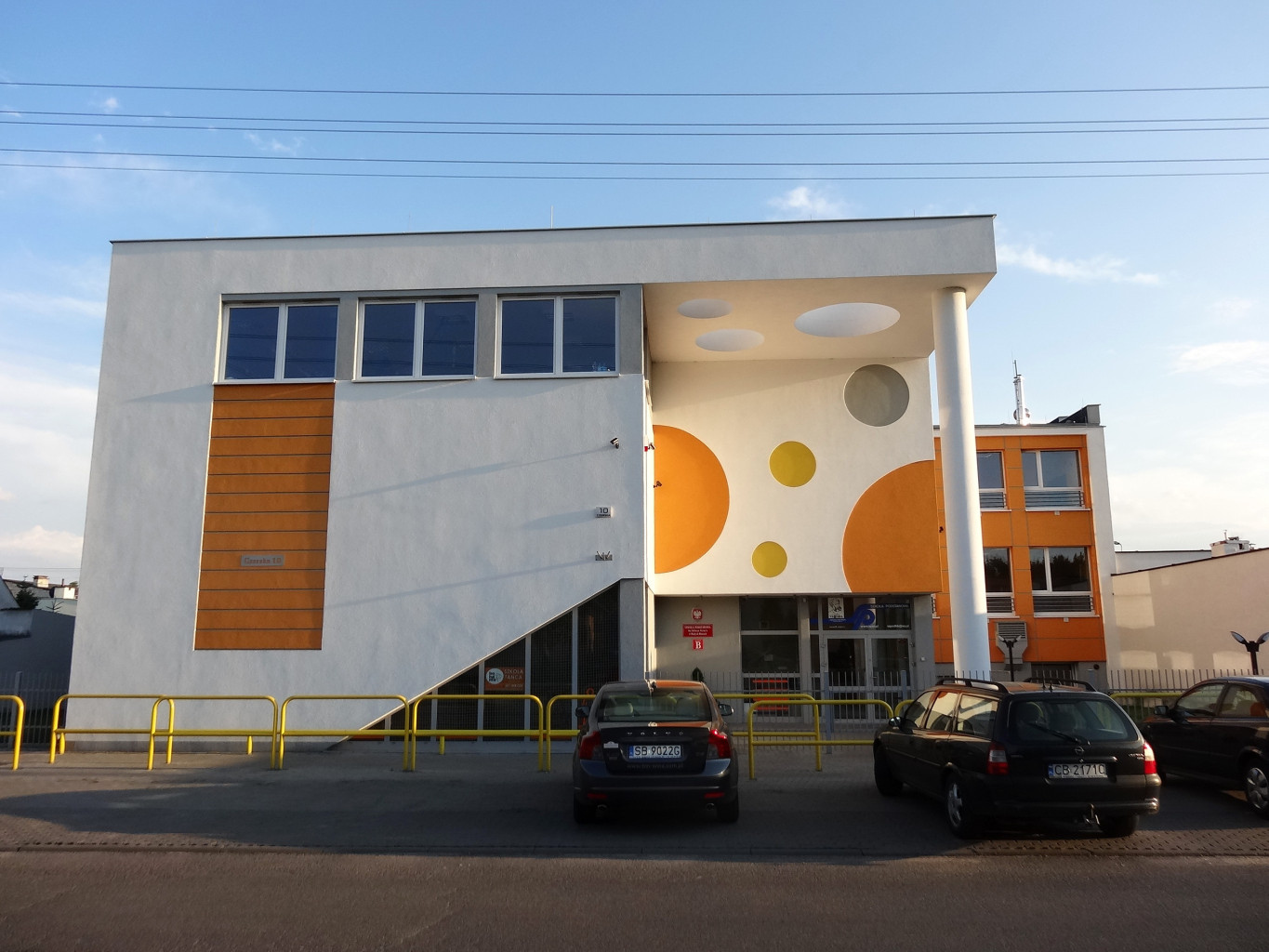
Budynek zajmowany przez Szkołę Podstawową im. Juliusza Verne’a

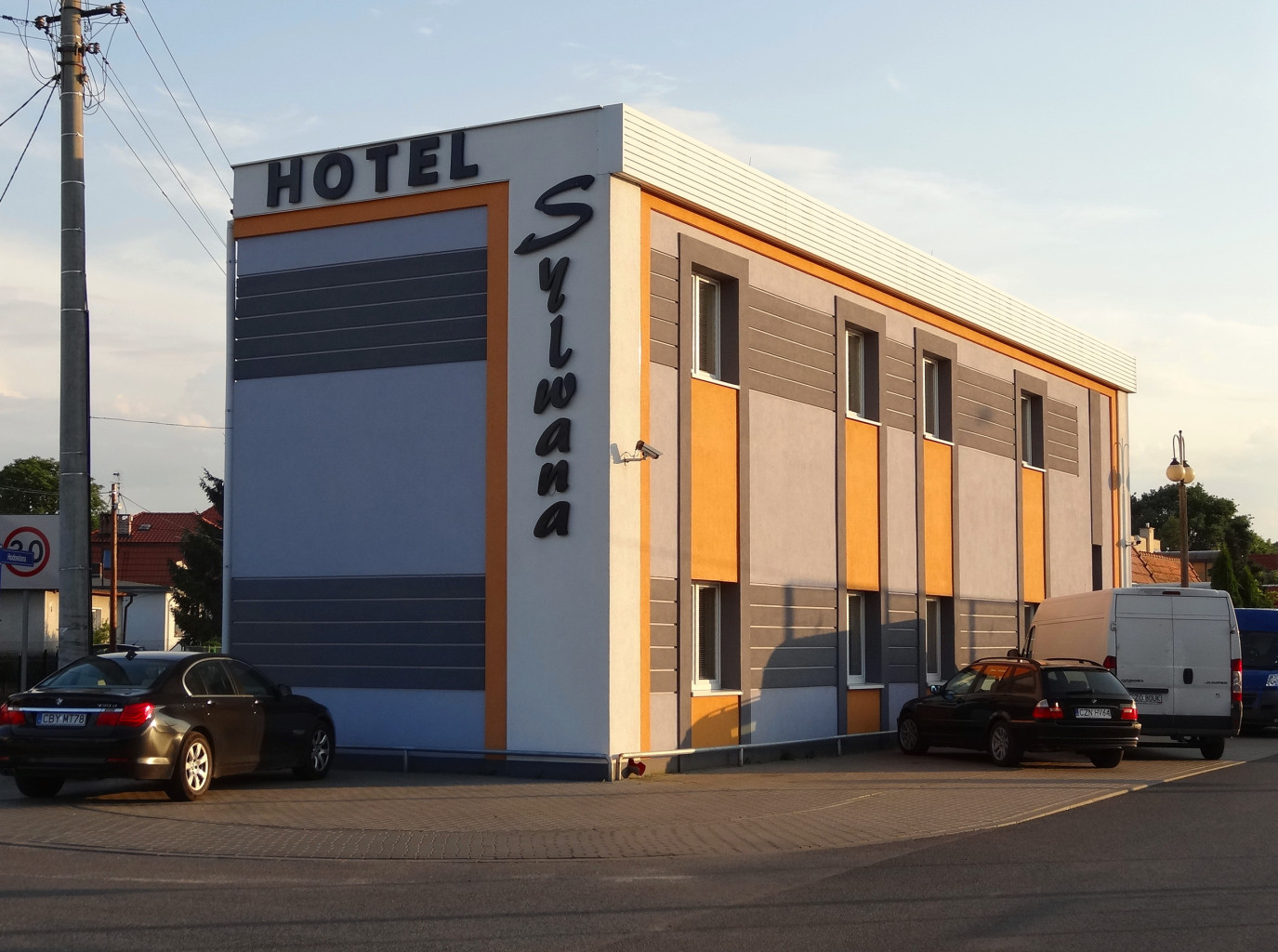
Hotel Sylwana w Białych Błotach

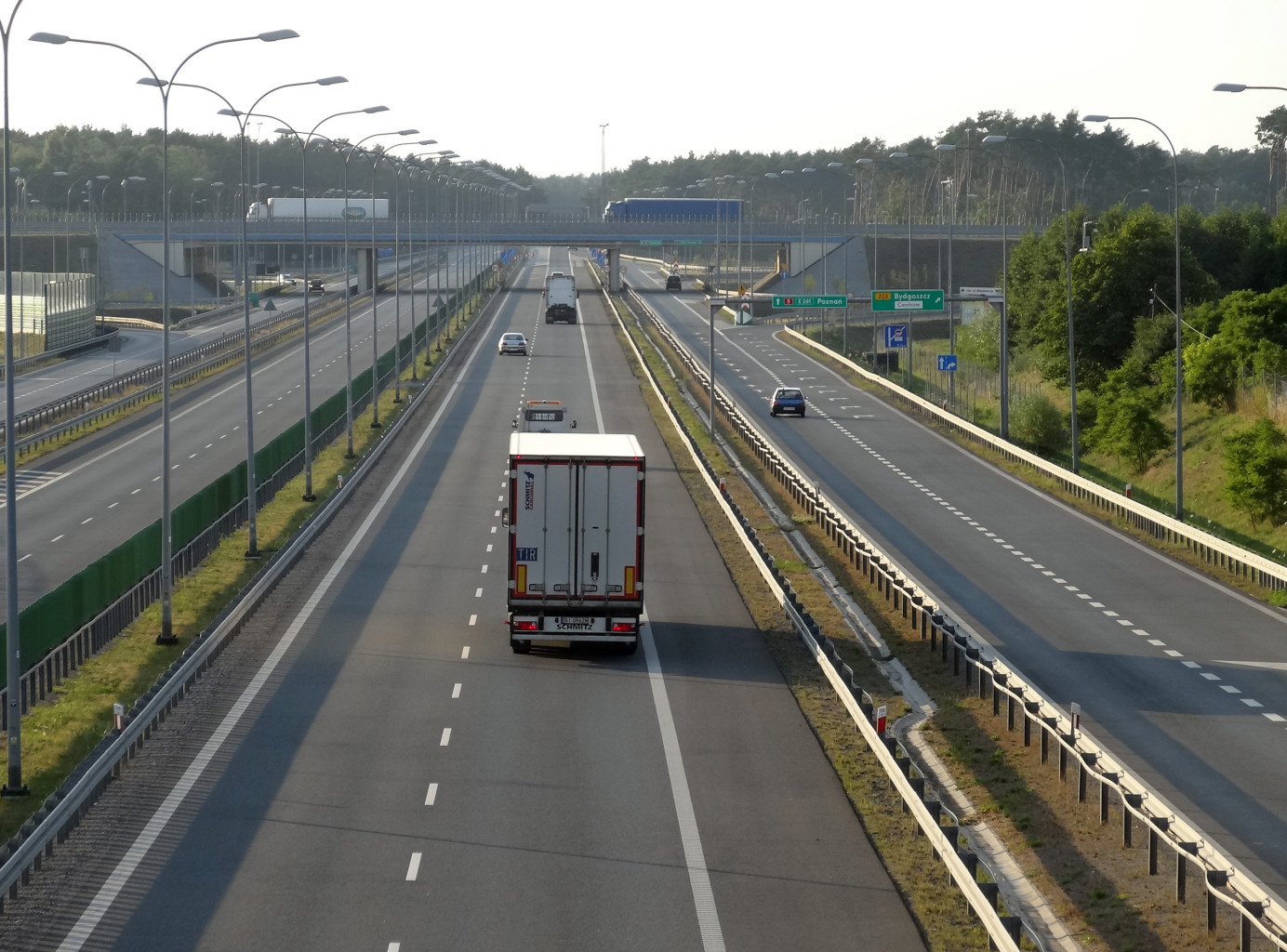
Węzeł „Białe Błota” dróg ekspresowych S5 – S10

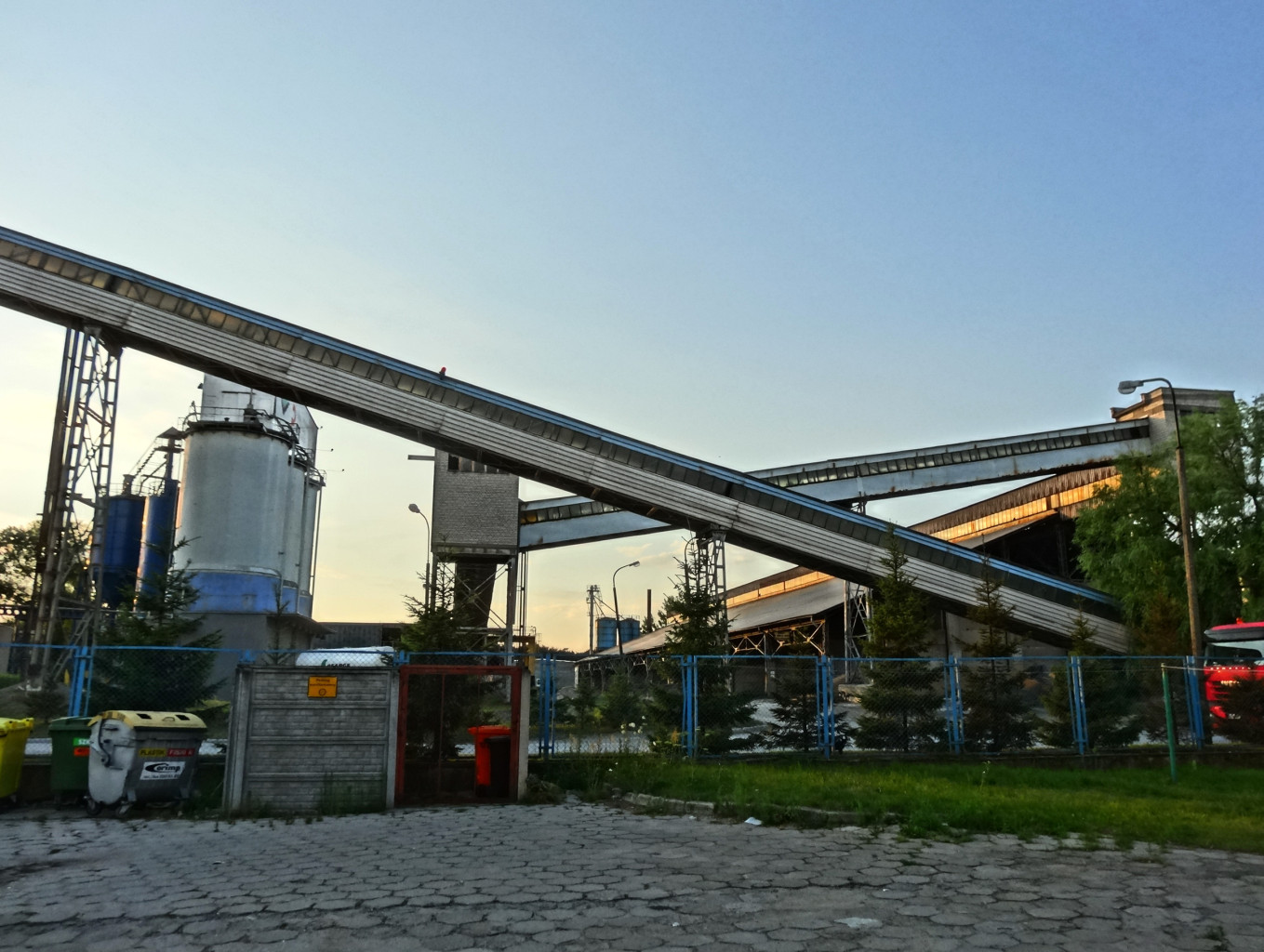
Prefabet – Białe Błota S.A.

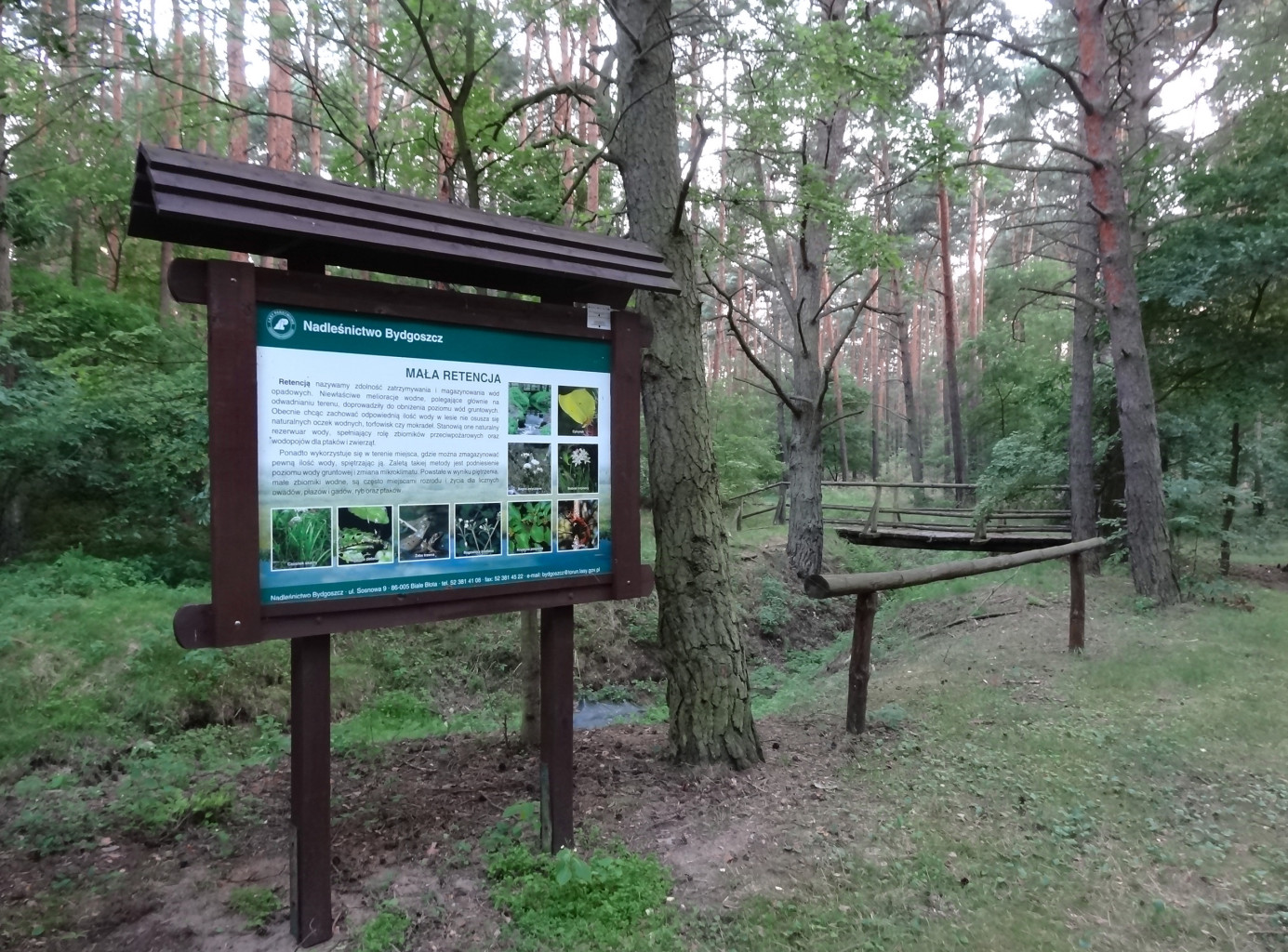
Leśna ścieżka dydaktyczna „Białe Błota” nadleśnictwa Bydgoszcz

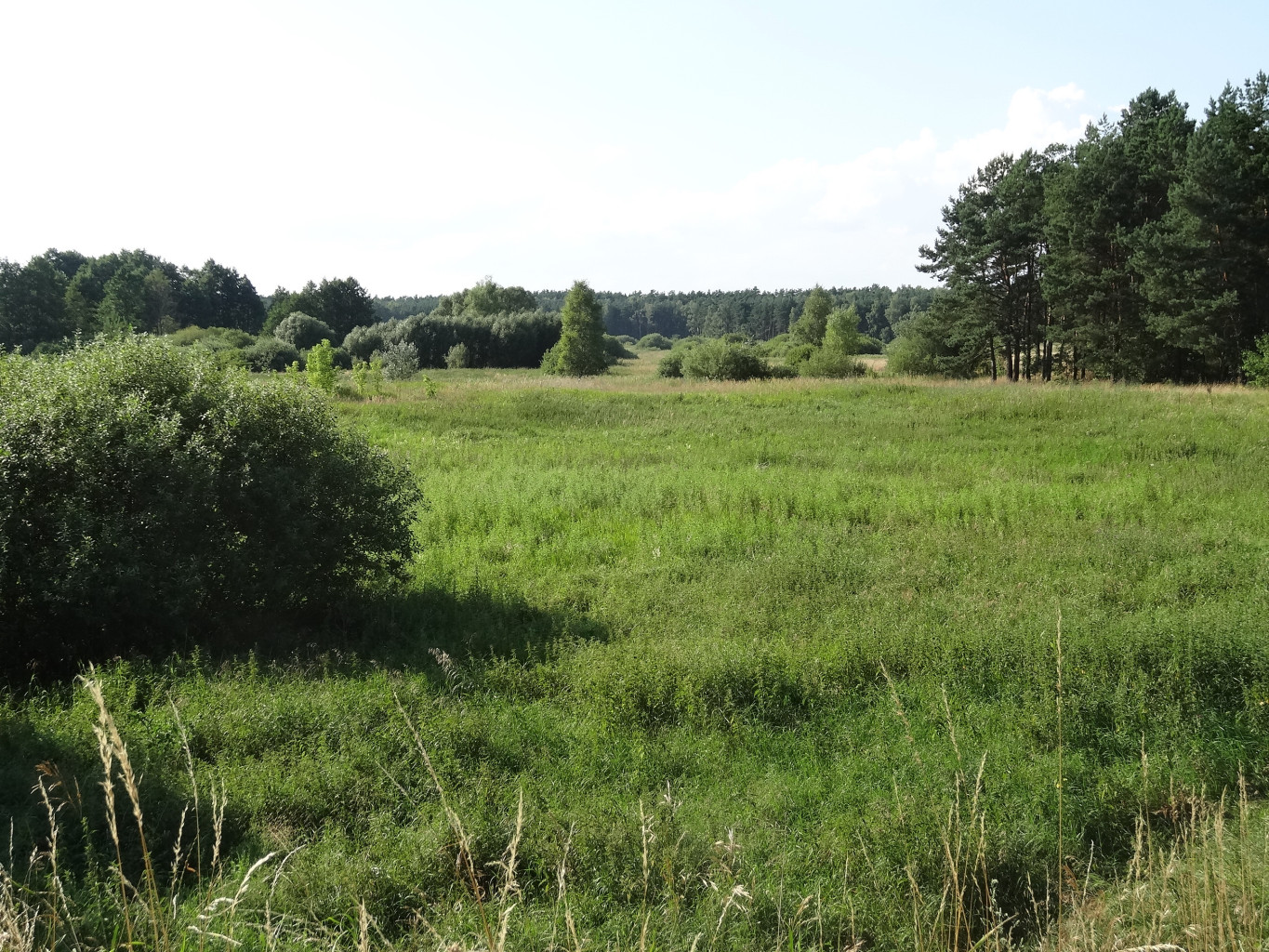
Łąki w Białych Błotach

Białe Błota (niem. Bialoblott – 1802, 1867, Weißfelde – 1910) – wieś w Polsce, położona w województwie kujawsko-pomorskim, w powiecie bydgoskim, siedziba gminy Białe Błota.
W czasie funkcjonowania gromad wieś była siedzibą gromady Białebłota. W latach 1950–1998 miejscowość należała administracyjnie do województwa bydgoskiego.

## Położenie
Białe Błota znajdują się ok. 2 km na południowy zachód od granic Bydgoszczy przy drodze wojewódzkiej nr 223. Pod względem fizycznogeograficznym miejscowość leży w obrębie makroregionu Pradolina Toruńsko-Eberswaldzka, w mezoregionie Kotlina Toruńska i mikroregionie Miasto Bydgoszcz Południowe (IX terasa 69–70 m n.p.m.).

## Charakterystyka
Białe Błota mają charakter wsi podmiejskiej Bydgoszczy. Miejscowość od lat 90. XX wieku wykazuje dużą dynamikę rozwoju, czerpiąc z bliskości Bydgoszczy znaczne impulsy rozwojowe. Wskaźnik wzrostu społeczno-gospodarczego i demograficznego wyróżnia wieś w tym względzie w regionie kujawsko-pomorskim.
W miejscowości znajdują się m.in. przedszkole i szkoła podstawowa, ośrodek zdrowia, dom kultur, apteki, poczta, oddziały banków, obiekty sportowe, hotele, dyskonty handlowe. W 1998 w Białych Błotach istniało 110 ulic i dróg zabudowanych domkami jednorodzinnymi, zakładami produkcyjnymi i usługowymi. Zlokalizowane są tu m.in. duże przedsiębiorstwa jak: Prefabet Białe Błota S.A., BZE Belma S.A. i inne. Działalność rolnicza ma znaczenie drugorzędne. Na terenie Białych Błot funkcjonują 3 gospodarstwa rolne powyżej 1 ha.
W miejscowości funkcjonują dwa kluby sportowe: Gminny Klub Sportowy „Spójnia” oraz Uczniowski Klub Sportowy „Czapla”. Bazę sportowo-rekreacyjną stanowi stadion lekkoatletyczny, dwa boiska i dwie sale gimnastyczne.
W skład wsi wchodzą wyodrębnione przestrzennie części o nazwach: Biedaszkowo, Bielice, Czajki i Jasiniec. W dwóch pierwszych znajdują się leśnictwa wchodzące w skład Nadleśnictwa Bydgoszcz z siedzibą w Białych Błotach. Niegdyś Bielice oraz Biedaszkowo były folwarkami oraz osadami wiejskimi, które 1 kwietnia 1920 r. zostały włączone do Bydgoszczy. Czajki zwana też Czajcze Błota to część wsi Białe Błota, zajęta od końca XIX wieku przez przedsiębiorstwa przemysłowe (Prefabet). W Jasińcu istnieje stacja kolejowa na linii Bydgoszcz-Wągrowiec oraz leśniczówka o bogatej przeszłości historycznej. W okresie okupacji mieścił się punkt przerzutowy i sanitarny związany z oddziałami partyzanckimi w Borach Tucholskich. Ze stacji Jasiniec Białebłota prowadzi bocznica kolejowa do dużych zakładów materiałów budowlanych (bocznica do „Belmy” została rozebrana). Na północnym zachodzie miejscowości znajduje się wyodrębniona przestrzennie część wsi o zanikłej nazwie Czersk Krajeński, znajdująca się w sąsiedztwie bydgoskiej dzielnicy Prądy.

### Komunikacja
Na zachodnim obrzeżu Białych Błot znajduje się węzeł dróg ekspresowych S5 i S10 oraz drogi wojewódzkiej nr 223. Na północ od miejscowości przebiega również linia kolejowa nr 356: Bydgoszcz – Kcynia – Gołańcz – Poznań.

### Rekreacja
Zapleczem rekreacyjnym Białych Błot jest Puszcza Bydgoska otaczająca miejscowość z trzech stron. W sąsiedztwie miejscowości znajduje się leśna ścieżka dydaktyczna Nadleśnictwa Bydgoszcz, oddana do użytku 18 października 1999 r. Posiada ona 13 przystanków tematycznych. Na północ od Białych Błot leżą Łąki Podprądy, odwadniane przez Strugę Młyńską, natomiast na południu – Bydgoskie Łąki Nadnoteckie, wśród których płynie Noteć i Kanał Górnonotecki. Na zachód od miejscowości zlokalizowane jest Jezioro Jezuickie Małe.
Północnymi obrzeżami Białych Błot przebiega  szlak turystyczny im. red. W. Rzeźniackiego, wiodący z bydgoskiego Błonia lasami do wsi Tur.

## Historia
Historia osadnictwa na terenie Białych Błot sięga kilku tysięcy lat p.n.e., gdy po ustąpieniu lodowca i ociepleniu klimatu możliwa stała się eksploracja tego terenu przez ludzi. W Jasińcu leżącym nad jeziorem Jezuickim Małym odkryto groby skrzynkowe kultury pomorskiej.

### Okres staropolski
Dzieje Białych Błot wiążą się ściśle z historią miasta Bydgoszczy. W okresie istnienia I Rzeczypospolitej były osadą należącą do miasta, podobnie jak Biedaszkowo, Bocianowo, Ciele, Czajcze Błota, Miedzyń, Okole, Nowy Dwór, Szwederowo, Goryczkowo, Wilczak Wielki i Mały, Murowaniec, Rupienica, Wilcze, Koziłaszka oraz Wilcze Gardło.
Po wojnie północnej (1700–1721), która przyniosła ogromne zniszczenia i wyludnienie okolicy, Rada miasta Bydgoszczy, podobnie jak starostowie i wójtowie bydgoscy, podjęła starania w celu lokacji nowych osad, wsi i folwarków oraz osadzania na nich osadników tzw. olędrów. Miało to sprzyjać rozwojowi gospodarczemu, zagospodarowaniu nieużytków oraz wzrostowi dochodów z czynszów. 8 stycznia 1730 roku bydgoska Rada Miejska wydzierżawiła w Białych Błotach folwark zwany Biały Smug Marcinowi i Katarzynie Dreyfom oraz Maciejowi i Katarzynie Dausom. W 1742 r. przynosił on miastu 133 zł rocznego dochodu, co stanowiło ok. 2% całkowitych dochodów miasta. Osadnicy otrzymali 3 włóki terenu oraz 9 lat wolnizny na „pobudowanie się”. W latach 1752–1762 z folwarku Białe Błota czynsz opłacali gburzy (chłopi): Marcin Drewft, Hertman Drewft oraz syn Marcin Drewft. Obok czynszu płacili też dziesięcinę na rzecz parafii farnej w Bydgoszczy, do której należały wszystkie folwarki miejskie. 14 kwietnia 1772 r. rada miejska wydzierżawiła Katarzynie i Janowi Freydrychom kolejny grunt położony nad „polem białobłockim” celem założenia tam folwarku Czajka (Czaikeblotte – 1789, Kiewitzblott – 1867). Folwark Białe Błota położony był na południowy wschód od Jeziora Jezuickiego Małego, podczas gdy osada Czajka w rejonie obecnie zajmowanym przez Prefabet.
We wsiach mieszkali gospodarze dzierżawiący posiadłości oraz komornicy, którzy za mieszkanie i kawałek ziemi pracowali u właściciela. Według informacji z katastru fryderycjańskiego z 1773 roku w Białych Błotach mieszkało 29 osób, w tym 4 gospodarzy i 4 komorników.

### Okres zaborów
W XIX wieku wyodrębniła się gmina Białe Błota. W XIX wieku była to duża wieś czynszowa otoczona lasami. Przecinały ją dwie zasadnicze drogi: z Bydgoszczy do Ciela oraz trakt pocztowy Bydgoszcz – Szubin. W 1816 r. we wsi znajdowało się 10 domów mieszkalnych i 39 mieszkańców. Gburzy posiadali gospodarstwa na zasadzie dzierżawy wieczystej i płacili miastu czynsz pieniężny. Czynszem objęte były domy, zabudowania gospodarcze, pola ogrody, łąki i wspólne pastwisko usytuowane między Białymi Błotami a Cielem. W latach 40. XIX wieku pastwisko to podzielono na odrębne działki, które przyłączono do poszczególnych gospodarstw, wytyczając im nowe granice. Do 1858 roku dokonano uwłaszczenia gospodarstw chłopskich.
Spis miejscowości rejencji bydgoskiej z 1833 r. podaje, że we wsi Bialoblott w powiecie bydgoskim mieszkało 82 osób (71 ewangelików, 9 katolików, 2 Żydów) w 10 domach. W miejscowości znajdował się folwark. Ponadto w folwarku Kiwitsblott (Czajcze Błota) mieszkało 50 osób (45 ewangelików, 5 katolików) w 9 domach. W połowie XIX wieku we wsi znajdowała się glinianka, cmentarz, dom pasterza, domy olędrów oraz Czerwona Karczma (niem. Rother Krug), której właścicielem w 1846 r. był Johann Seehagen. W tym okresie w Białych Błotach mieściło się sołectwo. Według opisu Jana Nepomucena Bobrowicza z 1846 r. folwarki Białe Błota i Czajki należały do majątku Białebłoto należącego do miasta Bydgoszczy.
W kolejnych latach nastąpił rozwój osadnictwa. Spis miejscowości rejencji bydgoskiej z 1860 r. podaje, że we wsi Białe Błota mieszkało 138 osób (136 ewangelików, 2 katolików) w 18 domach, natomiast w osadzie Czajcze Błota – 81 osób (64 ewangelików, 17 katolików) w 11 domach. Najbliższa szkoła elementarna znajdowała się w Cielu. W pobliżu Białych Błot, przy jeziorze Jezuickim Małym istniała także osada Przyjezierze (niem. Jesuitersee), gdzie mieszkało 70 osób (58 ewangelików, 12 katolików) w 7 domach. Dzieci z Przyjezierza uczęszczały do szkoły w Kruszynie Niemieckim. Miejscowości te należały do parafii katolickiej i ewangelickiej w Bydgoszczy.
Słownik geograficzny Królestwa Polskiego podaje za rok 1884 187 mieszkańców wsi. Miejscowość obejmowała wówczas folwarki Białe Błota, Czajki, Czajczebłota, Jasiniec oraz Biedaszkowo. Kolejny spis z 1885 r. wykazał, że na terenie Białych Błot było 29 budynków i 210 mieszkańców, w tym 5 katolików, natomiast na terenie Czajki – 10 budynków i 71 mieszkańców, w tym 14 katolików i 54 ewangelików. Przytłaczającą większość stanowiła ludność niemiecka, a około trzecią część mieszkańców stanowili analfabeci.
W 1895 r. przez Białe Błota poprowadzono linię kolejową z Bydgoszczy do Żnina; przedłużenie tej linii przez Kcynię i Wągrowiec stworzyło drugą linię z Bydgoszczy do Poznania (1908). Nieopodal jeziora Jezuickiego Małego powstała stacja kolejowa na tej linii o nazwie Jasiniec Białebłota. W 1897 roku przy nowo zbudowanej linii kolejowej w Białych Błotach powstała filia niemieckiej firmy Windschild & Langelott, zajmująca się produkcją wyrobów betonowych – późniejszy Prefabet Białe Błota.
W 1902 r. utworzono szkołę powszechną w Białych Błotach. Do tego momentu dzieci z miejscowości należały do obwodu szkolnego w Cielu. Bezpośrednio przed I wojną światową do Białych Błot wprowadziło się kilka rodzin polskich, gdyż np. w 1910 r. do miejscowej szkoły uczęszczało 12 dzieci katolickich.
Zimą 1919 roku w okresie powstania wielkopolskiego między wsią a pobliskim Rynarzewem toczyły się zacięte walki powstańców z oddziałem Grenzschutzu oraz oddziałami niemieckimi z garnizonu bydgoskiego.
Do końca okresu pruskiego Białe Błota było miejscowością około dwa razy mniejszą od sąsiedniego Łochowa.

### Dwudziestolecie międzywojenne
20 stycznia 1920 roku Białe Błota weszły w skład odrodzonej Rzeczypospolitej. Do 1934 r., tj. do czasu wprowadzenia w życie reformy samorządowej, Białe Błota stanowiły jedną z 161 samodzielnych gmin wiejskich powiatu bydgoskiego, w którym znajdowały się ponadto 3 miasta i 38 obszarów dworskich. Później na terenie powiatu bydgoskiego utworzono 10 gmin zbiorowych, a gromada Białe Błota weszła w skład gminy Bydgoszcz-Wieś, która obejmowała większość miejscowości zaliczonych do dzisiejszej gminy Białe Błota, ale także np. Nową Wieś, Brzozę i Stryszek.
Według spisu z 1921 r. w Białych Błotach oraz osadzie Czajki na obszarze 485 ha zamieszkiwało 260 osób, w tym 92 Polaków i 168 Niemców. We wsi istniało w tym czasie 49 budynków mieszkalnych.
W latach 20. z miejscowości wyjechało wielu Niemców, a na ich miejsce napływali Polacy. Zmieniał się więc skład narodowościowy, jednakże aż do 1945 r. okolice Białych Błot charakteryzowały się stosunkowo dużym odsetkiem ludności niemieckiej. Ośrodkami niemczyzny pozostawały zwłaszcza Ciele i Łochowo, gdzie znajdowały się kościoły i szkoły ewangelickie, zaś ludność niemiecka miała przewagę pod względem ilościowym, jak i majątkowym. Na tym tle inaczej wyglądała sytuacja w Białych Błotach, gdzie w latach 30. Polacy już przeważali m.in. dzięki akcji parcelacyjnej przeprowadzonej w latach 1932–1934. Dokonano wówczas podziału części majętności Wilhelma Preislera, największego posiadacza ziemskiego, mającego gospodarstwo 78 ha, przydzielając kilkadziesiąt działek budowlanych wyłącznie Polakom. W rezultacie Białe Błota były jedną z nielicznych miejscowości gminy Bydgoszcz Wieś, gdzie wpływy niemieckie zostały zredukowane do minimum. Do lokalnej Rady gminnej wchodziło zaledwie 1-2 Niemców. Miejscowi Polacy prowadzili działalność środowiskową, w czym pomocne były organizacje społeczne: Towarzystwo Powstańców i Wojaków, Liga Obrony Powietrznej i Przeciwgazowej, zastęp harcerski im. Tadeusza Kościuszki, SKO, oddział Ochotniczej Straży Pożarnej.
W okresie międzywojennym w Białych Błotach przeważali drobni właściciele rolni. Do pozarolniczych źródeł zatrudnienia należały m.in.: fabryka betonów, dwa tartaki, leśniczówki (Błotniki, Przyjezierze, Biedaszkowo), kolej, poczta, sklep spożywczy. Funkcje sołtysa pełnili w okresie międzywojennym Franciszek Leis (1920-1927), potem Franciszek Szczygieł, a bezpośrednio przed wojną Wawrzyniec Janowski.
1 lipca 1921 r. zmieniono profil szkoły w Białych Błotach z niemieckiej na polską. Katolicka Szkoła Powszechna w Białych Błotach istniała tylko do 1924 r., po czym włączono ją do obwodu szkolnego w Murowańcu. Ponowne uruchomienie szkoły nastąpiło w 1933 r. Należały do niej również dzieci z Jasińca i Trzcińca.
W przededniu wybuchu II wojny światowej wzrosła aktywność mniejszości niemieckiej, na którą silnie oddziaływała propaganda nazistowska.

### Okupacja niemiecka
Białe Błota leżące w sąsiedztwie wielkich kompleksów leśnych stanowiły dogodny punkt koncentracji wojsk polskich w przededniu II wojny światowej. Stacjonował tu sztab 15 Dywizji Piechoty (dowódca gen. bryg. Zdzisław Wincenty Przyjałkowski) oraz formacje 16 Pułku Ułanów Wielkopolskich im. gen. Orlicz-Dreszera.
3 i 4 września 1939 r. w trakcie wycofywania się wojsk polskich doszło w okolicy (Łochowo, Murowaniec, Prądki) do dywersji niemieckiej i ostrzeliwania żołnierzy. Zajęcie Białych Błot przez wojska hitlerowskie i grupy specjalne, składające się głównie z szowinistów niemieckich, zapoczątkowało represje miejscowej ludności polskiej. W dniu 16 września 1939 r. dokonano pierwszej egzekucji 12 mieszkańców Białych Błot. Dalszych egzekucji dokonano w październiku 1939 r. Dokonano także licznych wysiedleń Polaków z gospodarstw rolnych, bądź domów i mieszkań. Na ich miejsce osiedlano Niemców z Wołynia, krajów nadbałtyckich i Besarabii.
W okresie okupacji niemieckiej 1939–1945 miejscowość wchodziła w skład rejencji bydgoskiej, powiatu bydgoskiego (niem. Landkreis Bromberg), obwodu urzędowego Bydgoszcz-Wieś (niem. Amtsbezirk Bromberg-Land), który składał się z 15 gmin: Białe Błota, Brzoza, Ciele, Jachcice, Kruszyn, Lisi Ogon, Łochowice, Łochowo, Murowaniec, Opławiec, Osowa Góra, Prądki, Prądy, Przyłęki i Zielonka.
31 października 1943 roku gmina wiejska Białe Błota (niem. Weißfelde) liczyła 6700 ha. Mieszkało tu 717 osób w 203 domach.

### Po II wojnie światowej
Tuż po wyzwoleniu zaczęto już w styczniu 1945 r. organizować władze administracyjne. Na terenie powiatu bydgoskiego utworzono 10 urzędów gminnych, w tym gminę Bydgoszcz-Wieś, docelowo z siedzibą w Białych Błotach. Do gminy tej należało 14 gromad (sołectw): Białe Błota, Brzoza, Ciele, Kruszyn Krajeński, Lisi Ogon, Łochowice, Łochowo, Murowaniec, Opławiec, Osowa Góra, Prądki, Prądy, Przyłęki i Zielonka. Największą gromadą były Białe Błota, w których w 1945 r. mieszkało 452 Polaków i 25 Niemców.
Niemcy byli internowani i zatrudniani w polskich gospodarstwach rolnych. Gospodarstwa poniemieckie zajęli Polacy, którzy przybyli z kresów wschodnich. W miejscowości zorganizowano posterunek MO oraz uruchomiono szkołę. Wiosną 1946 r. odsłonięto pomnik ku czci pomordowanych mieszkańców gminy w okresie okupacji hitlerowskiej.
Podczas reformy samorządowej w 1954 r. zamiast gmin utworzono duże gromady. Powstała wtedy gromada Białebłota, powiększona w 1959 r. o zlikwidowaną gromadę Łochowo, w 1962 r. o Przyłęki i Prądki wyłączone ze zlikwidowanej gromady Brzoza.
Okres powojenny był bardzo pomyślny dla Białych Błot. Szczególnym impulsem rozwoju było powołanie w 1973 roku w obecnych granicach gminy Białe Błota. Stworzyło to możliwości kompleksowego sterowania rozwojem gospodarczym i przestrzennym miejscowości i całej gminy. Ludność wsi w okresie 1970-1997 wzrosła z 2,1 do 4,6 tys. osób. W latach 60. i 70. XX. rozważano włączenie Białych Błot do obszaru administracyjnego miasta Bydgoszczy.
W latach 90. rozpoczął się gwałtowny proces suburbanizacji okolic Bydgoszczy, których Białe Błota były jednym z głównych beneficjentów. W ciągu 20-lecia po 1990 r. ludność miejscowości podwoiła się. Atrakcyjności osiedleńczej Białych Błot sprzyjały: bliskość komunikacyjna Bydgoszczy, atrakcyjne przyrodniczo otoczenie (lasy), niższe ceny działek budowlanych.
W latach 2021–2022 kosztem blisko 3,7 mln zł brutto powstał budynek Gminnego Centrum Kultury.

## Infrastruktura

### Obiekty sakralne
- Kościół Chrystusa Dobrego Pasterza w Białych Błotach
- cmentarz komunalny

### Oświata
- Szkoła Podstawowa im. Mariana Rejewskiego (ul. Centralna 27), jedna z największych w regionie (w 2020 1440 uczniów i 64 oddziały), 167 nauczycieli i 38 pracowników obsługi[21]; w 2021 powstał na niej mural z wizerunkiem patrona[22]
- Gminne Przedszkole „Wróżka”

### Gospodarka
- Prefabet Białe Błota S.A.
- Stalwent
- Hydrapress Sp. z o.o.
- Horpol
- abt FAAC partner Bydgoszcz
- Bydgoskie Zakłady Elektromechaniczne Belma S.A.
- CSH HERKULES – Centrum Szkoleniowe Herkules
- Sanitrans
- GEOPLAN Usługi Geodezyjne s.c.

### Sport
- Klub Piłkarski GKS „Spójnia” Białe Błota[23]
- Klub Lekkoatletyczny UKS „Czapla” Białe Błota
- boisko Orlik 2012

### Komunikacja miejska
Przez Białe Błota przejeżdżają autobusy linii międzygminnych 91, 92 oraz autobus nr 42.

## Wspólnoty wyznaniowe

### Ewangelicka
Ludność wyznania ewangelickiego, zasiedlająca od XVIII w. Białe Błota, należała do dużej gminy bydgoskiej. Z uwagi na dużą liczbę ewangelików, mieszkających tutaj w XIX w. (95% mieszkańców) w 1867 r. utworzono nową gminę ewangelicką w Cielu, która objęła wsie: Ciele, Białe Błota, Kruszyn, Lipniki, Murowaniec, Prądki i Zielonka. W latach 1880–1881 wzniesiono w Cielu pastorówkę, a w latach 1892-1893 zbór ewangelicki. W 1946 r. kościół ten przekazany został katolikom i stał się kościołem parafialnym także dla Białych Błot.
Do dziś we wsi Białe Błota zlokalizowane są dwa zamknięte cmentarze ewangelickie.

### Katolicka
Do 1924 r. kościołem parafialnym dla Białych Błot była fara bydgoska, a następnie po podziale parafii farnej – kościół Świętej Trójcy w Bydgoszczy. W latach 1946–1980 miejscowość należała do parafii pw. Matki Boskiej Bolesnej w Cielu. 1 października 1980 r. ks. kard. Stefan Wyszyński erygował w Białych Błotach parafię Chrystusa Dobrego Pasterza. Kościół parafialny wzniesiono w latach 1989–2000. W strukturze kościoła rzymskokatolickiego parafia należy do metropolii gnieźnieńskiej, diecezji bydgoskiej, dekanatu Białe Błota.

### Inne
W miejscowości działalność kaznodziejską prowadzi również zbór Świadków Jehowy – Białe Błota.

## Ciekawostki

### Szkoła w Białych Błotach
W latach 1910–1921 istniała w Białych Błotach jednoklasowa, czterooddziałowa ewangelicka szkoła elementarna. Uczył w niej tylko jeden nauczyciel takich przedmiotów, jak: język niemiecki, rachunki, geografia, historia, przyroda, gimnastyka i śpiew oraz religia. Był już w tym okresie ustalony obwód szkolny dla Białych Błot, który nie ograniczał się do miejscowej wsi, ale wchodziły do niego jeszcze Lipniki (niem. Lindendorf) i Przyjezierze (niem. Jezuitersee). Do 1920 r. uczyło się tu ok. 50 dzieci, z tego jedna trzecia to dzieci polskie. W latach 1918–1920 nauka w szkole była zawieszona, gdyż stacjonował w niej oddział niemieckiej pieszej artylerii.
W odrodzonej Polsce sprawy szkolne w Białych Błotach zaczęto regulować przy końcu 1920 r. Postanowiono zmienić wyznaniowy charakter szkoły na katolicki. Dzieci niemieckie z Białych Błot skierowano do szkół ewangelickich w Cielu i Kruszynie Krajeńskim.
Do obwodu szkolnego należały takie wsie, jak: Białe Błota, Jasiniec, Przyjezierze, Lipniki i Ciele. Do szkoły uczęszczało przeciętnie od 20 do 25 dzieci. 1 września 1924 roku szkołę tymczasowo zamknięto, a dzieci przeniesiono do szkoły w Murowańcu. Z dniem 30 marca 1927 r. zlikwidowany został obwód Białych Błot i w całości przyłączony do obwodu szkolnego w Murowańcu. W 1933 r. rozpoczęto starania o reaktywowanie szkoły w Białych Błotach, co nastąpiło 1 września tego roku. Obwód szkolny 1-klasowej Publicznej Szkoły Powszechnej w Białych Błotach obejmował również Jasiniec oraz leśniczówki Biedaszkowo i Przyjezierze. W 1938 r. do szkoły uczęszczało 69 dzieci, w tym 5 ewangelików. 7 kwietnia 1933 r. szkoły w Białych Błotach i Murowańcu utworzyły wspólną Drużynę Harcerską im. T. Kościuszki.

### Białe Błota osiedlem Bydgoszczy
Po II wojnie światowej rozważano włączenie Białych Błot do Bydgoszczy. W latach 50. w granicach miasta znalazły się m.in. takie miejscowości jak: Prądy, Osowa Góra, Opławiec. Do czasu budowy Bydgoskiego Kombinatu Budowanego „Wschód” na Siernieczku, Zakłady Prefabet w Białych Błotach były głównym dostarczycielem elementów prefabrykowanych do montażu bydgoskich osiedli mieszkaniowych m.in. Błonia i innych osiedli zrealizowanych w latach 60. i 70. (Kapuściska II, Szwederowo)
W planie ogólnym zagospodarowania przestrzennego Bydgoszczy, uchwalonym w 1964 r., w którym podzielono miasto na nowe jednostki urbanistyczne i wskazano zasady rozwoju miasta na następne 20 lat – w sferze zainteresowań znalazła się także jednostka urbanistyczna Białe Błota o obszarze 380 ha o zaludnieniu 1,1 tys. osób, przewidywana do zespolenia z Bydgoszczą. W planie przeznaczono ją do zabudowy jednorodzinnej obok takich jednostek jak: Jary, Miedzyń, Osowa Góra (górny taras), Czyżkówko, Opławiec, Jachcice, Piaski, Górzyskowo, Biedaszkowo, Bielice, Glinki. Do 1980 r. na terenie Białych Błot planowano podwojenie liczby mieszkańców. Ponieważ główny impet budownictwa mieszkaniowego skierowano na osiedla górnego tarasu miasta oraz w kierunku dzielnicy wschodniej, w latach 70. dokonano poszerzeń terytorium miasta w kierunku wschodnim i północnym. Białe Błota chwilowo znalazły się na uboczu zainteresowań miasta, tym bardziej że istniały rezerwy terenów pod budownictwo jednorodzinne na innych osiedlach. Kolejny plan zagospodarowania przestrzennego uchwalony w latach 70. przewidywał nowe tereny pod zabudowę (osiedli mieszkaniowych, zakładów przemysłowych, obiektów usługowych, urządzeń sportu i wypoczynku, urządzeń inżynierskich oraz komunikacji) w Fordonie, Osielsku-Maksymilianowie oraz Łęgnowie nad Wisłą. Dominującą funkcją jednostki urbanistycznej Białe Błota miało być ekstensywne mieszkalnictwo i przemysł. Plan przewidywał wzrost liczby ludności w 1990 r. do 8,5 tys., a liczby miejsc pracy do 2,7 tys. Kryzys lat 80. zweryfikował jednak plany i starania w celu włączenia Białych Błot zawieszono.

### Statystyka
Poniżej podano wybrane informacje statystyczne dotyczące wsi Białe Błota na podstawie Banku Danych Lokalnych GUS.
W 1998 r. we wsi Białe Błota mieszkało 3973 osób w 1145 gospodarstwach domowych. Cztery lata później Narodowy Spis Powszechny 2002 wykazał, że we wsi mieszkało 5369 osób w 1701 gospodarstwach domowych. 10% populacji posiadało wykształcenie wyższe, a 30% – średnie. We wsi znajdowało się 1241 budynków ze 1442 mieszkaniami. Ponad połowa mieszkań posiadała 5 izb lub więcej. Tylko 3% mieszkań pochodziło sprzed 1945 roku, zaś co trzecie wzniesiono w latach 1989–2002. Prawie tysiąc domów wzniesiono w Białych Błotach w latach 1945–1988.
Narodowy Spis Powszechny 2011 odnotował 6323 mieszkańców Białych Błot. W 2013 r. działalność gospodarczą prowadziło 1073 podmiotów, w tym 842 osób fizycznych, 231 osób prawnych, 80 spółek handlowych (w tym 9 z udziałem kapitału zagranicznego). Dominowały firmy niewielkie (1-9 osób). 10 przedsiębiorstw zatrudniało powyżej 50 osób, a 43 – w granicach 10-49 osób. W miejscowości zarejestrowanych było: 1 fundacja oraz 12 stowarzyszeń i organizacji społecznych.
W latach 2008–2013 oddano do użytku 192 mieszkań – wszystkie w budownictwie indywidualnym. Stanowiło to tylko 13% wszystkich nowych mieszkań wzniesionych w tym czasie w całej gminie. We wsi znajdowały się: przedszkole gminne (281 dzieci), szkoła podstawowa (840 uczniów) i gimnazjum (430 uczniów). We wsi odnotowano również: 2 hotele, w których nocowało ok. 4 tys. turystów rocznie oraz 7 zespołów artystycznych, których uczestnikami było ok. 100 osób.